# 12 Ophiuchi
12 Ophiuchi is een oranje dwerg met een spectraalklasse van K2.V. De ster bevindt zich 32,27 lichtjaar van de zon.